# آندریاس آکریوس
آندریاس آکریوس (به انگلیسی: Andreas Acrivos) (زاده ۱۳ ژوئن ۱۹۲۸ میلادی) حائز مرتبه استادی «آلبرت انیشتین» و مدرس دروس مختلفی در حوزه‌های مهندسی و علوم و عضو هیئت علمی بازنشسته در سیتی کالج نیویورک است. وی همچنین رئیس مؤسسه بنیامین لویچ در شاخه هیدرودینامیک فیزیکوکمیکال است (فیزیکوکمیکال شاخه‌ای برگرفته از علومی مانند شیمی-فیزیک، پدیده‌های سطحی و مکانیک سیالات است). آکریوس در سال ۱۹۹۱ برنده جایزه دینامیک سیالات شد.

## دوران تحصیل
آکریوس در شهر آتن یونان به دنیا آمد و برای ادامه تحصیل در شاخه مهندسی راهی ایالات متحده شد. وی در رشته مهندسی شیمی به تحصیل پرداخت. مدرک کارشناسی خود را در سال ۱۹۵۰ از دانشگاه سیراکیوز و مدارک کارشناسی ارشد و دکترای خود را به ترتیب در سال‌های ۱۹۵۱ و ۱۹۵۴ از دانشگاه مینه‌سوتا اخذ کرد.
آکریوس از جمله بزرگ‌ترین دانشمندان علم دینامیک سیالات در قرن بیستم به شمار می‌رود. وی در سال ۱۹۵۴ به عضویت دانشگاه کالیفرنیا در بریکلی درآمد. در سال ۱۹۶۲ به دانشگاه استانفورد پیوست؛ جایی که بعدها در نتیجه همکاری او با استاد دیوید ماسون، یکی از عالی‌ترین نمونه‌های برنامه درسی رشته مهندسی شیمی در سطح جهان تدوین شد. در سال ۱۹۸۷ به دلیل مرگ بنیامین لویچ (دانشمند برجسته هیدرودینامیک پدیده‌های سطحی)، آکریوس جای‌نشین او در سیتی کالج شهر نیویورک و حائز مرتبه استاد آلبرت انیشتین در این دانشگاه شد.

## افتخارات و جوایز
- نشان ملی علوم، ۲۰۰۱
- همکاری در فرهنگستان هنر و علوم آمریکا، ۱۹۹۳[۳]
- جایزه دینامیک سیالات، ۱۹۹۱
- نشان جی آی تیلور از انجمن علوم مهندسی، ۱۹۸۸
- آکریوس به عنوان یکی از پراستنادترین نویسندگان در مجله آی‌اس‌آی در بخش مهندسی توسط پایگاه جهانی علوم آی‌اس‌آی شناخته شده است.